# Yakushima

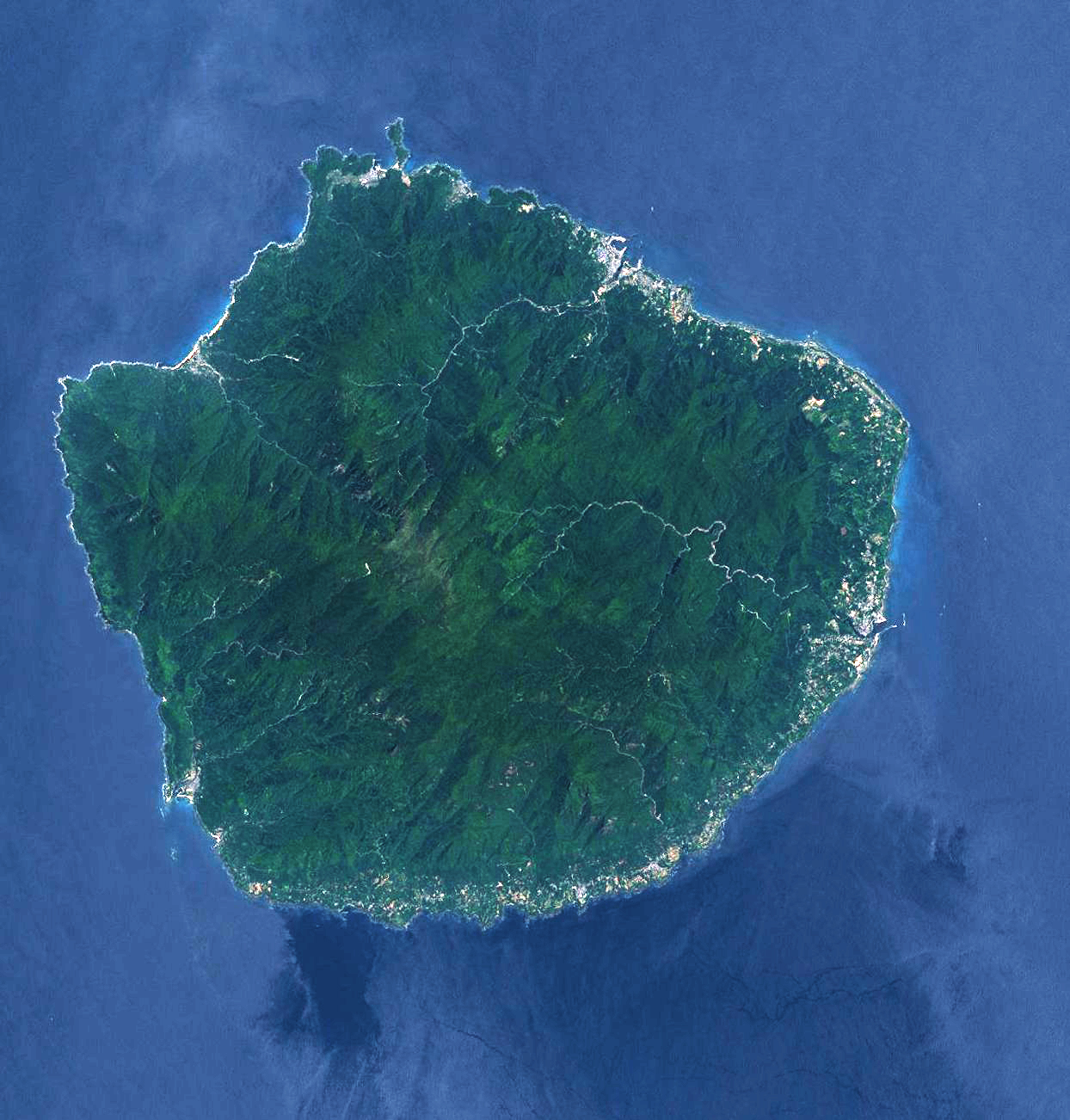
Yakushima

Yakusugi är den största Cryptomeria japonica som finns på Yakushima

Yakushima (japanska: 屋久島?, Yakushima) är den största ön bland Osumiöarna i nordvästra Stilla havet som tillhör Japan.

## Geografi
Yakushima ligger cirka 60 kilometer söder om Kyushuön och cirka 135 km söder om Kagoshima.
Ön är av vulkaniskt ursprung och har en areal om cirka 504,5 km². Klimatet är subtropiskt vid kusten men kallare i inlandet. De högsta höjderna är Miyanoura-dake på cirka 1 935 meter över havet samt Nagata-dake på cirka 1 886. och ytterligare ett 30-tal bergstoppar över 1 000 meters höjd.
Yakushima har mycket hög årsnederbörd på mellan 4 000 och 10 000 mm/år och täcks till stora delar av täta skogsområden med mycket gamla cederträd (’’Cryptomeria japonica’’, kallad sugi). Delar av ön utgör nu en del av nationalparken Kirishima-Yaku.
Befolkningen uppgår till cirka 12 250 invånare. Hela ön tillhör kommunen Yakushima som bildades 2007 genom en sammanslagning av kommunerna Yaku-chō på öns sydvästra del och Kamiyaku-chō i nordöst. Respektive kommundel  omfattar en rad byar (1). Förvaltningsmässigt tillhör ön Kagoshima prefektur.
Öns flygplats Yakushima Airport (flygplatskod "KUM") har kapacitet för lokalt flyg och ligger nära orten Koseda på öns nordöstra del. Ön kan även nås med fartyg och det finns regelbundna färjeförbindelse med staden Kagoshima på fastlandet. Restiden är cirka 3 timmar.

## Historia
Det är osäkert när ön upptäcktes, de första dokumenterade omnämnandena finns i boken Nihonshoki från 720-talet.
Ön utgjorde fram till 1624 en del i det oberoende kungadöme, Kungariket Ryukyu.
1609 invaderades Ryūkyūriket av den japanska Satsumaklanen under den dåvarande Daimyo som då kontrollerade området i södra Japan. Ögruppen införlivades 1624 i Satsumariket.
1879 under Meijirestaurationen införlivades riket i Japan, och ön blev först del i länet Ōsumi no Kuni (Ōsumi-provinsen) och senare del i Kagoshima prefektur.
Under Andra världskriget ockuperades området våren 1945 av USA som förvaltade öarna fram till 1953 då de återlämnades till Japan.
1973 införlivades området i Kagoshima-distriktet som del i Kagoshimaprefekturen.
1980 blev stora områden på öns mellersta del och delar av öns södra och västra låglänta kustområden internationellt erkända som ett biosfärområde.
1993 blev området inskrivet på Unescos världsarvslista och världsarvsområdet omfattar 107,47 km², det vill säga 21 % av hela öns yta.

## Ön i media
Öns urskogar fungerade som inspirationskälla för filmregissören Hayao Miyazaki inför hans animerade långfilm Prinsessan Mononoke.